# Cornelis de Jager

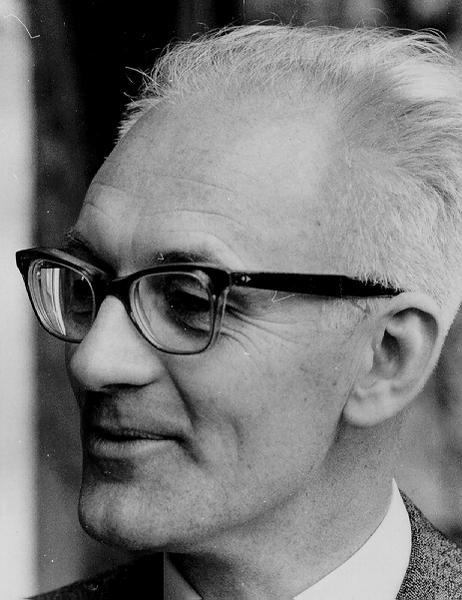
Cornelis de Jager (1967)

Cornelis de Jager (* 29. April 1921 in Den Burg, Niederlande; † 27. Mai 2021 ebenda) war ein niederländischer Astronom, der sich vor allem mit der Sonne und den Spektren der Sterne beschäftigte. Er arbeitete in Utrecht am SRON (Space Research Organization Netherlands), dessen Vorläufer er 1961 gründete.

## Leben
De Jager wurde auf der niederländischen Insel Texel geboren. Im Alter von fünf Jahren zog die Familie nach Niederländisch-Indien (heute: Indonesien), wo sein Vater Schuldirektor auf der Insel Sulawesi wurde. Zum Studium kehrte er im Alter von 19 Jahren in die Niederlande zurück. Er begann ein Physikstudium an der Universität Utrecht. Die erste Vorlesung ging über Astronomie und bewegte de Jager dazu, Astronomie statt Physik zu studieren. Das war gegen den Willen des Vaters. Beim Ausbruch des Zweiten Weltkriegs versuchte de Jager mit einem Kanu nach England überzusetzen, um sich den alliierten Truppen anzuschließen. Die Überfahrt wurde von den deutschen Besatzern verhindert. Im Jahr 1943 weigerte er sich, ein Loyalitätsdokument der Deutschen zu unterschreiben. Darum versteckte er sich zusammen mit einem Mitstudenten bis 1945 in der Utrechter Sternwarte Sonnenborgh. Für sein Selbststudium konnte er von der dortigen Bibliothek Gebrauch machen. Cornelis de Jager starb im Mai 2021 im Alter von 100 Jahren.

## Wirken
Cornelis de Jager promovierte 1952 bei Marcel Minnaert an der Universität Utrecht mit einer Arbeit zum Wasserstoffspektrum der Sonne. Im Jahre 1974 erhielt er die Karl-Schwarzschild-Medaille der Astronomischen Gesellschaft für seine Arbeit Dynamik von Sternatmosphären, 1984 den Jules-Janssen-Preis, 1988 die Goldmedaille der Royal Astronomical Society.
Cornelis de Jager war seit 1969 Mitglied der Königlich Niederländischen Akademie der Wissenschaften (KNAW). Er war ebenfalls Mitglied der Königlichen Flämischen Akademie von Belgien für Wissenschaften und Künste sowie Mitglied des Committee for the Scientific Investigation of Claims of the Paranormal. Seit 1987 war er Mitglied der Leopoldina und seit 1990 der Academia Europaea.
Zu seinen Arbeiten gehören auch Untersuchungen des Einflusses der Sonnenaktivität auf das Erdklima. Dabei kam er zu dem Ergebnis, dass die Sonne, neben dem menschlichen Beitrag, einen signifikanten Einfluss auf Klimaveränderungen der Erde hat.

## Radosophie
Mit der sogenannten „Radosophie“ (im niederländischen Original Velosophie, engl. Cyclosophy) parodiert de Jager die Zahlenmystik numerologischer Phänomene wie die der Pyramidologie von Charles Piazzi Smyth. Veröffentlicht wurde die Radosophie im Skeptical Inquirer.
De Jager hatte vier Parameter seines holländischen Fahrrades vermessen (Pedalweg, Durchmesser des Vorderrads, der Lampe und der Klingel) und gezeigt, dass sich aus diesen wenigen Parametern mit einfachen mathematischen Operationen etliche physikalische Konstanten und astronomische Werte errechnen lassen. Beispielsweise errechnet er den Abstand zwischen Erde und Sonne (in Hundert Millionen Kilometern) mittels {\displaystyle {\frac {{\sqrt {\text{Pedalweg}}}\cdot {\sqrt[{3}]{\text{Klingel}}}}{\text{Lampe}}}}. Weitere exemplarische Berechnungen für den Quotienten der Massen von Proton und Elektron, die Gravitationskonstante, die Feinstrukturkonstante und die Lichtgeschwindigkeit werden von ihm aufgeführt.